# Lijst van Braziliaanse beeldend kunstenaars
Dit is een lijst van beeldend kunstenaars uit Brazilië.
- Abigail de Andrade
- Abraham Palatnik
- Adriana Bertini
- Aleijadinho
- Alexandre Orion
- Anita Malfatti
- Artur Barrio
- Augusto de Campos
- Bel Borba
- Brígida Baltar
- Carlos Latuff
- Carybé
- Celeida Tostes
- Cildo Meireles
- Cybèle Varela
- Denis Mandarino
- Edgard Cognat
- Eduardo Kac
- Eduardo Munniz
- Eduardo Recife
- Everaldo Coelho
- Francisco Brennand
- Giselda Leirner
- Gustavo Chams
- Guy Veloso
- Hélio Oiticica
- Hércules Florence
- Iberê Camargo
- Iran do Espirito Santo
- José Pancetti
- Juarez Machado
- The Kid
- Letícia Parente
- Lucia Nogueira
- Lygia Clark
- Lygia Pape
- Marcello Dantas
- Marina Amaral
- Miguel Torres de Andrade
- Moysés Baumstein
- Nair de Tefé
- Naza
- Niobe Xandó
- Os Gêmeos
- Rachel Rosalen
- Rodrigo Franzão
- Romero Britto
- Katie van Scherpenberg
- Sergio de Camargo
- Sergio Rossetti Morosini
- Silvia Poloto
- Sonia Gomes
- Tiago Carneiro da Cunha
- Tarsila do Amaral
- Vik Muniz
- Wanda Pimentel
- Zero